# Nicolas Jean de Dieu Soult

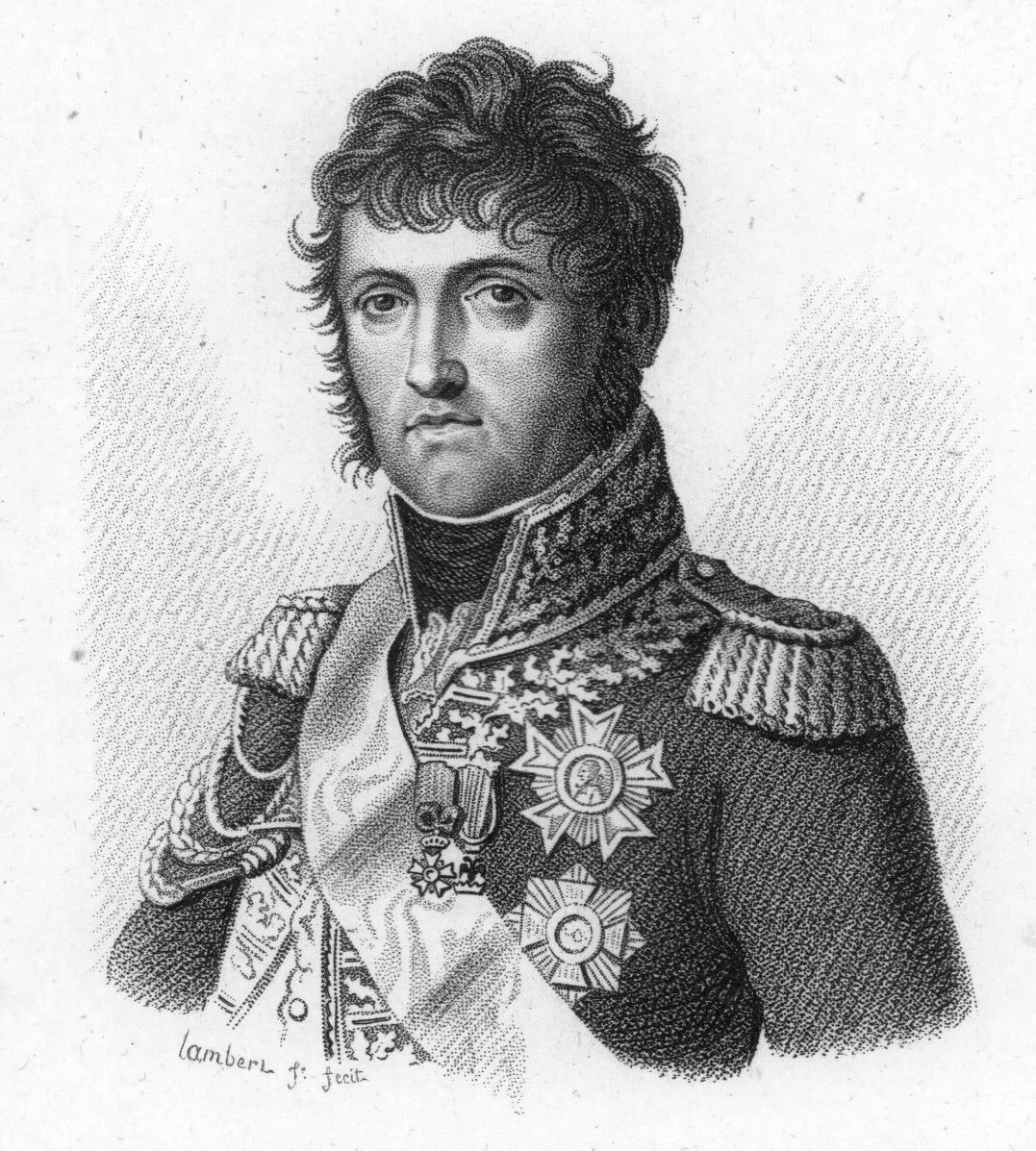
Nicolas Soult

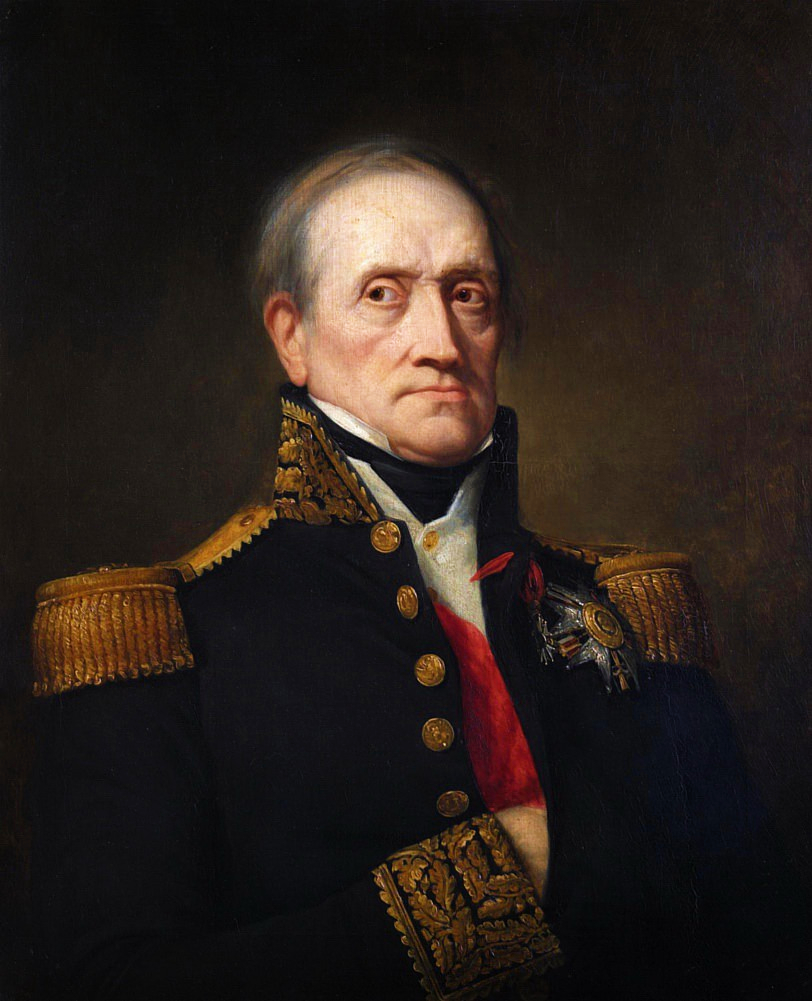
Nicolas Soult

Nicolas Jean de Dieu Soult, diuk Dalmacji (ur. 29 marca 1769 w Saint-Amans-Soult, zm. 26 listopada 1851 w Saint-Amans-Soult) – marszałek napoleoński, najwyższy marszałek Francji, polityk francuski.
To jeden z tych napoleońskich marszałków, którzy wsławili się bezgraniczną odwagą, ale i bezwzględną łupieżczością. Wyśmienity wykonawca rozkazów i dowódca nawet dużej jednostki, choć kiepski taktyk. Jego angielski przeciwnik, książę Wellington, powiedział o nim, że świetnie potrafi ustawić swoich żołnierzy w szyku i wyprowadzić na plac boju, ale potem już kompletnie nie wie, co z nimi dalej robić. Opinia to może przesadzona, gdyż Soult potrafił samodzielnie wygrywać bitwy, ale zdarzały mu się i takie porażki jak pod Albuerą (1811), gdzie po wzorowym wyprowadzeniu wojsk na pozycje i oskrzydleniu przeciwnika, następne rozkazy prowadziły do porażki. Skierowane do dowódcy ułanów Legii Nadwiślańskiej, pułkownika Konopki, wezwanie marszałka: „Pułkowniku, ratuj honor Francji” spowodowało, że los infernos picadores (hiszp.: piekielni lansjerzy) uratowali ten honor, rozbijając (co nikomu innemu się nie udało w czasie wojen napoleońskich) czworoboki angielskiej piechoty, ale armia musiała się wycofać.
Wstąpił do francuskiej armii w wieku szesnastu lat. Początki służby wojskowej nie zapowiadały wielkiej kariery Soulta. Pierwsze lata wojaczki tak bardzo dały mu się we znaki, że postanowił opuścić wojsko i zostać piekarzem. Rodzina uważała to za deklasację (ojciec był notariuszem) i zmusiła do powrotu w szeregi armii. Rewolucja Francuska zastała go jako żołnierza piechoty stacjonującego w Strasburgu. W 1792 roku awansował do stopnia sierżanta. Ciągłe wojny z kolejnymi koalicjami nieprzyjaciół dały możliwość wykazania się odwagą i umiejętnościami młodemu podoficerowi. Za zasługi w bitwie pod Fleurs (1794) generał Lefebvre (późniejszy kolega marszałek), mianował go generałem brygady. Przez następne lata brał udział w wojnach na terenie Niemiec. W 1799 r. został generałem dywizji. W czasie oblężenia Genui dostał się do niewoli. Napoleon powierzył mu w latach 1800–1802 dowództwo wojsk w Królestwie Sycylii. W 1803 roku został dowódcą obozu pod Saint-Omer. Marszałkiem cesarstwa Soult został z pierwszej nominacji, z okazji koronacji Napoleona na cesarza Francuzów w 1804 r. Prestiż marszałka wzrósł po bitwie pod Austerlitz (1805), gdzie dowodził centrum wojsk francuskich i wzorowo wykonując rozkazy cesarza przyczynił się do zwycięstwa. Świetnie spisał się również pod Jeną-Auerstedt (1806). Kampania 1807 roku w Polsce była dla niego wojskowo mniej udana.
W 1808 roku odniósł zwycięstwo pod Gamonal, co pozwoliło wojskom francuskim ruszyć na Burgos. Po długim pościgu za angielskimi wojskami dowodzonymi przez gen. Moore 20 stycznia 1809 roku zdobył La Corunę. Po wkroczeniu do Portugalii zdobył Oporto. W wyniku potyczek z gen. Wellesleyem został zepchnięty do Hiszpanii. W 1810 roku dowodził wyprawą do Andaluzji, gdzie oblegał Kadyks. W 1813 roku został mianowany dowódcą gwardii Napoleona. Po klęsce króla Józefa pod Vittorią udał się znów do Hiszpanii. Po nieudanych próbach zdobycia San Sebastián i Pampeluny doszło do bitwy pod Tuluzą.
Zadbał natomiast o swoje interesy ekonomiczne. Uzyskał wyłączność na prowadzenie odwiertów i budowę warzelni soli w Ciechocinku. Talentu biznesowego Soultowi nie brakowało. Podobno żołnierze mówili o nim: Gdyby sławę można było zdobyć tak łatwo jak pieniądze, nasz marszałek byłby najsławniejszym człowiekiem świata. Ten sarkazm był częściowo uzasadniony tym, że wódz potrafił dobrać się i do żołnierskich pieniędzy. Swoje hobby, polegające na budowie pomników, gdzie się tylko dało, finansował nieraz z żołnierskiego żołdu, potrącając go pod pretekstem pragnienia weteranów, by pozostawić po sobie ślad, upiększający miasta pobytu armii.
W 1807 r. marszałek Francji Nicolas Jean de Dieu Soult otrzymał za zasługi wojenne tytuł diuka Dalmacji. Zaszczyt ten potraktował niemalże jako obelgę. Napoleon nagradzał swych współpracowników tytułami książęcymi (fr. "prince"). Najbardziej pożądanym dla wojskowego był tytuł związany z miejscem bitwy, którą wygrał lub się w niej wyróżnił. Stąd książęta Gdańska, Moskwy, Wagram czy Rivoli. O takim honorze marzył Soult, tymczasem został tytularnym diukiem peryferyjnej prowincji cesarstwa. Sugerowało to według niego, że nie odznaczył się w boju, co uwłaczało jego godności. Tymczasem wszyscy wiedzieli, że najgorętszym pragnieniem marszałka było zostanie księciem Austerlitz – uważał, że zasłużył sobie na takie wyróżnienie. Napoleon jednak nie chciał się dzielić sławą jednego ze swych najbłyskotliwszych zwycięstw. Okazało się, że ta niby drobna sprawa wywołała jeszcze spore zamieszanie. Otóż Austriacy anulowali Soultowi tytuł diuka Dalmacji w 1826 roku nie chcąc, aby cudzoziemcy tytułowani byli nazwami prowincji ich państwa. We Francji wywołało to ogromne wzburzenie. Protestował nawet Wiktor Hugo. W Austrii przypomniano sobie o dawnym marzeniu Soulta i cesarz Franciszek I zaproponował mu tytuł "książę Soult-Austerlitz". Soult z pogardą odmówił.
Pod koniec 1808 r. diuk Dalmacji objął naczelne dowództwo wojsk w Hiszpanii. Tam przez kilka lat toczył ciężkie boje z partyzantami i z angielską armią generała Artura Wellesleya, późniejszego księcia Wellington. Nie zapisał się tak dobrze w pamięci Hiszpanów jak marszałek Suchet. Nie stronił od grabieży i prześladowań. Zamiłowany kolekcjoner sztuki swoje zbiory uzupełniał w niekonwencjonalny sposób. Opowiadał nieraz, nawet pod koniec życia, że dzieło Murilla Wniebowzięcie Panny Marii kosztowało go życie dwóch hiszpańskich mnichów, których ułaskawił w zamian za obraz. Działania wojenne toczyły się ze zmiennym szczęściem. Nie mogąc liczyć na pomoc, po przegranych Napoleona w Rosji i w bitwie pod Lipskiem, ostatecznie musiał się wycofać. W kwietniu 1814 roku doznał decydującej porażki pod Tuluzą.
W okresie pierwszej restauracji uznał Ludwika XVIII, ale po powrocie Napoleona z Elby przyłączył się do niego. Podczas kampanii zakończonej bitwą pod Waterloo był szefem sztabu armii. Niektórzy uważają, że jedną z przyczyn klęski Francuzów był brak na tym stanowisku marszałka Berthiera.
Soult, odmiennie od większości napoleońskich dowódców, nie zakończył kariery wraz z ostatecznym upadkiem Napoleona. Wprawdzie został skazany na wygnanie, przebywał wtedy w Düsseldorfie, ale ułaskawienie nastąpiło już w 1819 roku. Starając się o łaski Ludwika XVIII napisał memoriał, w którym skarżył się, że całe życie był prześladowany przez Bonapartego. Były czeladnik piekarski miał pewnie na myśli swoje niechciane księstwo Dalmacji. Do aktywnego życia publicznego wrócił po rewolucji lipcowej 1830 roku. Ludwik Filip I aż trzykrotnie (1832–1834 i 1839–1847 z krótką przerwą w 1840) powierzał kierownictwo rządem popularnemu w społeczeństwie weteranowi. Przewodniczenie rządowi łączył zazwyczaj ze stanowiskiem ministra wojny. W 1847 roku został mianowany czwartym w historii Francji naczelnym marszałkiem.
W 1848 roku Soult opowiedział się za republiką. Odsunął się ze względu na wiek od życia publicznego, przebywając stale w swym pałacu w Soultbergu. Dla Francuzów był żywą legendą, uosobieniem narodowej chwały. Dożywał swych dni wśród ukochanych, zebranych w całej Europie skarbów sztuki. Ulubiony obraz Wniebowzięcie Panny Marii odsłaniano tylko w obecności jego lub kustosza Luwru. Czując zbliżającą się śmierć, zbudował w rodzinnej miejscowości, której nazwę zmieniono na Saint-Amans-Soult, grobowiec ozdobiony brązowymi płaskorzeźbami z wystawionej przez siebie kiedyś za pieniądze żołnierzy kolumny Wielkiej Armii w Boulogne. Tym razem musiał za nie zapłacić handlarzowi dzieł sztuki. Zmarł 26 listopada 1851 roku.
Spisał pamiętniki, które ukazały się po jego śmierci w trzech tomach, pod nazwą Mémoires w 1854 roku.

## Odznaczenia[2]
- Wielki Orzeł Legii Honorowej
- Kawaler Orderu Korony Żelaznej (Królestwo Włoch)
- Wielka Wstęga Orderu Świętego Huberta (Królestwo Bawarii)